# 衛生管理者
衛生管理者（えいせいかんりしゃ、英: Health Supervisor）とは、労働安全衛生法において定められている、労働環境の衛生的改善と疾病の予防処置等を担当し、事業場の衛生全般の管理をする者、またはその資格（国家資格）である。一定規模以上の事業場については、衛生管理者免許等の資格を有する者からの選任が義務付けられている。

## 歴史
事業場の衛生管理においては医師だけで全ての業務を行うことは困難であり、指導員のような者が必要と考えられ、日本独自の制度として発足した。1947年制定の労働基準法、旧・労働安全衛生規則に規定された。
以降、伝染病の流行、職業性疾患への取り組み、特殊健康診断、作業環境測定法の制定、女子労働基準規則の制定、喫煙対策、過重労働による健康障害防止などの時代背景をもとに、何度か規定が改定され、現在に至っている。
- 1966年：旧・労働安全衛生規則の改正が行われ、衛生工学衛生管理者が創設された。また、一定の事業場において、衛生管理者の少なくとも1人を専任とすべきとされ、現在でも踏襲されている。
- 1972年：労働安全衛生法、新・労働安全衛生規則、衛生管理者規程の制定により、法的な位置付けや職務が明確化された。免許試験制度の規定、受験資格の引上げなどが行われた。「医師である衛生管理者」について、新たに「産業医」として法定化した。
- 1988年：労働安全衛生法の一部改正が行われ、免許の業種別区分の新設などが行われた。また、職務に関する能力を向上するための教育、講習などの実施が盛り込まれた。
- 1989年：衛生管理者免許が第一種衛生管理者免許と第二種衛生管理者免許に分化された。衛生管理者免許を取得していた者は、第一種衛生管理者免許を受けたものとみなされた。
- 1997年：衛生工学衛生管理者免許を受けられる者の範囲の拡大、労働衛生コンサルタント等への講習科目の一部免除などが規定された。

## 選任要件
- 労働安全衛生法について、以下では条数のみ記す。

衛生管理者は以下のいずれかの資格を有する者の中から選任しなければならない（第12条、規則第10条）。
1. 医師または歯科医師
2. 第一種衛生管理者免許
3. 第二種衛生管理者免許
4. 衛生工学衛生管理者免許
5. 労働衛生コンサルタント（試験の区分は、コンサルタントとしての活動分野を制限するものではない）
6. その他厚生労働大臣の定める者[1]
  - 教育職員免許法第4条の規定に基づく保健体育の免許所持者、保健体育・保健の教科の教諭の免許又は養護教諭の免許をもって、学校教育法第1条に定める学校に常勤している者
  - 学校教育法による大学・高等専門学校において保健体育を担当する常勤の教授・准教授・講師

衛生管理者は原則としてその事業場に専属することとされる。ただし、2人以上の衛生管理者を選任する場合において、当該衛生管理者の中に労働衛生コンサルタントがいるときは、当該労働衛生コンサルタントのうちの1人については専属の者である必要はない（規則第7条1項2号、昭和61年6月6日基発第333号）。
事業者は、衛生管理者を選任すべき事由が発生した日から14日以内に衛生管理者を選任しなければならず（規則第7条1項1号）、選任したときは、遅滞なく所定の様式により所轄労働基準監督署長に届出なければならない（規則第7条2項）。所轄労働基準監督署長は、労働災害を防止するため必要があると認めるときは、事業者に対し、衛生管理者の増員または解任を命ずることができる（第12条2項）。
事業者は、衛生管理者を選任できないことについてやむをえない事由があり所轄都道府県労働局長の許可を得たときは、規則第7条1項各号の規定によらずして衛生管理者を選任することができるが（規則第8条）、許可の実績は年数件程度である。都道府県労働局長は、必要であると認めるときは、地方労働審議会の議を経て、衛生管理者を選任することを要しない2以上の事業場で、同一の地域にあるものについて、共同して衛生管理者を選任すべきことを勧告することができる（規則第9条）。
なお派遣労働者等、「専属」には当たらない者であっても、「その者が職務を遂行しようとする事業場に専ら常駐し、一定期間継続して職務に当たることが明らかにされている」「衛生管理者として行わせる具体的業務及び必要な権限の付与並びに労働者の個人情報の保護に関する事項を契約において明記する」ことを要件に衛生管理者として選任することができる（平成18年3月31日基発第0331004号。ただし、下記「第二種衛生管理者免許保有者を選任出来ない職種」を除く）。

## 事業場要件
すべての業種において、常時50人以上の労働者を使用する事業場において選任が義務付けられている（第12条、施行令第4条）。同様に、常時10人以上50人未満の労働者を使用する事業場においては、安全衛生推進者もしくは衛生推進者の選任が必要である（第12条の2）。
常時使用する労働者数が50人以上200人以下の場合は、衛生管理者は1人以上選任しなければならない。200人を超え500人以下では衛生管理者は2人以上、以降、500人を超えると3人、1000人を超えると4人、2000人を超えると5人、3000人を超えると6人以上の衛生管理者を選任しなければならない（規則第7条1項4号）。
但し、労働安全衛生法は、船員法の適用を受ける船員については、適用除外となっているため（第115条）、船員のみを使用する事業場においては衛生管理者を置く義務はない（その代わりに船員法による「船舶衛生管理者」の資格が存在する）。なお、同条において、鉱山保安法第2条第2項及び第4項の規定による鉱山における保安に関しては労働安全衛生法が適用されないが、衛生に関する部分は鉱山における保安には含まれないため、衛生管理者の選任については当然に適用がある。
また、国家公務員の事業場（つまり、国の官公署）については、国家公務員法附則第16条において、労働安全衛生法の適用を除外しているため、衛生管理者を置く義務はない（ただし、地方公務員の事業場においては、地方公務員法に適用除外の規定がないため、衛生管理者を置かなければならないので注意）。

### 特別の事業場に関する要件
| 業種                         | 衛生工学 | 第一種 | 第二種 |
| ---------------------------- | -------- | ------ | ------ |
| 一定規模以上の有害業務事業場 | ○        | △      | ×      |
| 工業的職種の事業場           | ○        | ○      | ×      |
| 上記以外の事業場             | ○        | ○      | ○      |

農林畜水産業、鉱業、建設業、製造業（物の加工業を含む）、電気・ガス・水道業、熱供給業、運送業、自動車整備業、機械修理業、医療業、清掃業（いわゆる工業的職種）については、第二種衛生管理者免許保有者を選任できない（規則第7条1項3号）。
以下のいずれかの事業場については、複数の衛生管理者のうち少なくとも1人は衛生管理者の業務に専任する者を置かなければならない（規則第7条1項5号）。また有害業務事業場のうち太字文の業務を行う事業場については、複数の衛生管理者のうち少なくとも1人は衛生工学衛生管理者免許を持つ者の中から選任しなければならない（規則第7条1項6号）。
- 常時1000人を超える労働者を使用する事業場
- 常時500人を超える労働者を使用する事業場で、坑内労働その他厚生労働省令で定める健康上特に有害な業務に常時30人以上の労働者を従事させる事業場（一般に「有害業務事業場」という[5]） - 「厚生労働省令で定める健康上特に有害な業務」とは、労働基準法施行規則第18条に掲げる各業務（下記の1~10）のことであり、これらの業務を行う事業場では時間外労働が1日2時間を超えてはならないとされている（労働基準法第36条6項1号）。次の1~8のそれぞれに掲げる作業を主たる作業とする業務及び9に掲げる業務は、通常労働基準法施行規則第18条に規定する業務に該当する。ただし、当該有害要因の発散源が密閉されている場合又は当該業務を遠隔操作によつて隔離室において行なう場合等であつて、有害要因の影響を受けない業務は、この限りでない（昭和43年7月24日基発472号）。

1. 多量の高熱物体を取り扱う業務及び著しく暑熱な場所における業務
  - 鉱物又は金属を精錬する平炉、転炉、電気炉、溶鉱炉等について、原料を装入し、鉱さい若しくは溶融金属を取り出し、又は炉の状況を監視する作業
  - 鉱物、ガラス又は金属を溶解するキューポラ、るつぼ、電気炉等について、原料を装入し、溶融物を取り出し、若しくは撹拌し、又は炉の状況を監視する作業
  - 鉱物、ガラス又は金属を加熱する焼鈍炉、均熱炉、焼入炉、加熱炉等について、被加熱物を装入し、取り出し、又は炉の状況を監視する作業
  - 陶磁器、レンガ等を焼成する窯について、被焼成物を取り出し、又は炉の状況を監視する作業
  - 鉱物の焙焼、焼結等を行なう装置について、原料を装入し、処理物を取り出し、又は反応状況を監視する作業
  - 加熱された金属について、これを運搬し、又は圧延、鍛造、焼入、伸線等の加工を行なう作業
  - 溶融金属を運搬し、又は鋳込みする作業
  - 溶融ガラスからガラス製品を成型する作業
  - ゴムを加硫缶により加熱加硫する作業
  - 熱源を用いる乾燥室について、被乾燥物を装入し、又は乾燥物を取り出す作業
2. 多量の低温物体を取り扱う業務及び著しく寒冷な場所における業務
  - 多量の液体空気、ドライアイス等を取扱う場合にこれらのものが皮膚にふれ、又はふれるおそれのある作業
  - 冷蔵倉庫業、製氷業、冷凍食品製造業における冷蔵庫、製氷庫、貯氷庫、冷蔵庫等の内部に出入して行なう作業
3. ラジウム放射線、エックス線その他の有害放射線にさらされる業務
  - 電離放射線障害防止規則第3条に規定する管理区域内において行なう同規則第2条3項各号に掲げる作業
4. 土石、獣毛等のじんあいまたは粉末を著しく飛散する場所における業務
  - じん肺法施行規則別表に掲げる作業（同規則第2条の認定を受けた作業を除く。）
5. 異常気圧下における業務
  - 潜函工法、潜鐘工法、圧気シールド工法その他の圧気工法による大気圧をこえる圧力下の作業室、シャフト等の内部における作業
  - ヘルメツト式潜水器、マスク式潜水器その他の潜水器（アクアラング等）を用い、かつ、空気圧縮機若しくは手押ポンプによる送気又はボンベからの給気を受けて行なう作業
6. 削岩機、鋲打機等の使用によって身体に著しい振動を与える業務
  - 削岩機、鋲打機、はつり機、コーキングハンマ、スケーリングハンマ、コンクリートブレーカ、サンドランマ等の手持ち打撃空気機械（ストローク70ミリメートル以下であって、かつ、重量2キログラム以下のものを除く。）を用いて行なう作業
  - チェンソー又はブッショクリーナ（刈払機）を用いる作業
7. 重量物の取扱い等重激なる業務
  - 重量物を取り扱う（人力により、持ち上げ、運び又は下に卸す）作業であって、その対象物がおおむね30キログラム以上であるもの
8. ボイラー製造等強烈な騒音を発する場所における業務
  - 削岩機、鋲打機、はつり機、コーキングハンマ、スケーリングハンマ、コンクリートブレーカ、鋳物の型込機等圧縮空気を用いる機械工具を取り扱う作業
  - 圧縮空気を用いて溶融金属を吹き付ける作業
  - ロール機、圧延機等により金属を圧延し、伸線し、歪取りし、又は板曲げする作業（液圧プレスによる歪取り又は板曲げ及びダイスによる線引きを除く。）
  - 動力を使用するハンマを用いて金属の鍛造又は成型を行なう作業
  - 両手で持つハンマを用いて金属の打撃又は成型を行なう作業
  - タンブラにより金属製品の研ま又は砂落しを行なう作業
  - チエン等を用い、動力によりドラム缶を洗滌する作業
  - ドラムバーカを用いて木材を削皮する作業
  - チツパを用いてチツプする作業
  - 抄紙機を用いて紙を抄く作業
9. 鉛、水銀、クロム、砒素、黄リン、弗素、塩素、塩酸、硝酸、亜硫酸、硫酸、一酸化炭素、二硫化炭素、青酸、ベンゼン、アニリン、その他これに準ずる有害物の粉じん、蒸気またはガスを発散する場所における業務
  - 鉛中毒予防規則第1条5号に掲げるもののうち、屋内作業場又はタンク等の施設内において行なう船業務（同規則第2条の規定により適用を除外されたものを除く。）
  - 四アルキル鉛中毒予防規則第1条5号に定める四アルキル鉛業務（同規則第1条5号の規定により適用を除外されたものを除く。)
  - クロームメッキ槽のある屋内作業場におけるメッキ状況の看視、加工物のメッキ槽への取付け及び取りはずし、メッキ後の加工物の水洗等の一連の作業（この場合、ゼロミスト等で無水クローム酸の液面を覆っても、有害要因の発散源を密閉したものとはみなさない。）
  - 有機溶剤中毒予防規則第1条1項3号に掲げるもののうち、屋内作業場又はタンク等の施設内において行なうもの（同規則第2条又は第3条の規定により適用を除外されたものを除く。）
  - 地下駐車場の業務のうち、入車受付け業務、出庫受付け業務、料金徴収業務、自動車誘導等の場内業務、洗車等のサービス業務
10. 前各号のほか、厚生労働大臣の指定する業務（現在、未指定）

親事業者（ある事業者の意思決定機関（株主総会その他財務及び営業又は事業の方針を決定する機関）を支配している事業者）の事業場の衛生管理者が子事業者（支配されている事業者）の事業場の衛生管理者を兼ねる場合には、次の要件のいずれにも該当するときは、それぞれ、事業場に専属の者を選任しているものと認められるものであること。これにより親事業者の事業場の衛生管理者が子事業者の事業場の衛生管理者を兼ねることを認められた後、それぞれの事業場において別の衛生管理者を選任するに至った後は、再びこれによる兼務を行うことは認められないものであること。なお親事業者の事業場における安全管理者が子事業者の事業場の衛生管理者又は衛生推進者を兼ねること及び親事業者の事業場における衛生管理者が子事業者の事業場の安全管理者を兼ねることは認められないものであること。（平成18年3月31日基発第0331005号）。　　　　　　　　　　　　　　　　　　　　　　　　　　　　　　　　　　　　　　　
1. 子事業者の事業場が、親事業者の分社化に伴い、親事業者の事業場の一部が分割されたものであること。
2. 親事業者の事業場と子事業者の事業場が同一敷地内にある、又は敷地が隣接していること。
3. 安全衛生に関する協議組織が設置される等、分社化後も引き続き安全衛生管理が相互に密接に関連して行われていること。
4. 親事業者の事業場における事業の内容と子事業者の事業場における事業の内容が、分社化前の事業場にお　ける事業の内容と比較して著しい変化がないこと。

## 職務
衛生管理者の職務としては、労働衛生と労働衛生管理に分類できる。
労働衛生については、ILOとWHOが1950年に採択した労働衛生の目的が参照される。この中で『人間に対し仕事を適用されること、各人をして各自の仕事に対し、適用させるようにすること。』と述べられている。
労働衛生管理については、時代により若干の違いがあるものの、労働安全衛生法では、
- 労働災害の防止、危害防止基準の確立
- 責任体制の明確化
- 自主的活動の促進
- 労働者の安全と健康の確保
- 快適な職場環境の形成

などが述べられている。
衛生管理者は、総括安全衛生管理者が統括管理する業務（第25条の2の規定により労働者の救護に関する技術的事項を管理する者を選任した場合は、救護に関する事項を除く）のうち、衛生に係る技術的事項を管理するとともに（第12条1項）、少なくとも毎週1回作業所等を巡視し、設備、作業方法または衛生状態に有害のおそれがあるときは、直ちに、労働者の健康障害を防止するため必要な措置を講じなければならない（規則第11条1項）。また、事業者は、衛生管理者に対し、衛生に関する措置をなしうる権限を与えなければならない（規則第11条2項）。「衛生に関する措置」とは、第12条1項の規定により衛生管理者が行なうべき措置をいい、具体的には、次のごとき措置を指すこと（昭和47年9月18日基発601号の1）。
1. 健康に異常のある者の発見および処置
2. 作業環境の衛生上の調査
3. 作業条件、施設等の衛生上の改善
4. 労働衛生保護具、救急用具等の点検および整備
5. 衛生教育、健康相談その他労働者の健康保持に必要な事項
6. 労働者の負傷および疾病、それによる死亡、欠勤および移動に関する統計の作成
7. その事業の労働者が行なう作業が他の事業の労働者が行なう作業と同一の場所において行なわれる場合における衛生に関し必要な措置
8. その他衛生日誌の記載等職務上の記録の整備等

規則第7条1項6号の規定により選任された衛生管理者は、これらの業務のうち衛生に係る技術的事項で衛生工学に関するものを管理しなければならない（規則第12条）。
衛生管理者が事故等でその職務を行うことができないときは代理者を選任しなければならない（規則第7条2項）。衛生管理者は、産業医の指導および助言を受け、また総括安全衛生管理者が選任されている事業場においては総括安全衛生管理者の指揮を受ける。
衛生管理者は、労働基準法第41条でいう「監督若しくは管理の地位にある者」に当然には該当せず、該当するか否かは当該労働者の労働の態様によって判定される（昭和23年12月3日基収3271号）。
衛生管理者の選任、職務違反をした者は、50万円以下の罰金に処せられる（第120条）。
衛生管理者として所定の実務経験を積むことで、心理相談員や労働衛生コンサルタントの受験資格を得ることができる。

## 衛生管理者に対する教育等
事業者は、事業場における安全衛生の水準の向上を図るため、衛生管理者その他労働災害の防止のための業務に従事する者に対し、これらの者が従事する業務に関する能力の向上を図るための教育、講習等を行い、又はこれらを受ける機会を与えるように努めなければならない。厚生労働大臣は、この教育、講習等の適切かつ有効な実施を図るため必要な指針を公表するものとする（第19条の2）。これに基づき、現在「労働災害の防止のための業務に従事する者に対する能力向上教育に関する指針」（平成元年5月22日公示第1号、最終改正平成18年3月31日）が公示されている。事業者は、安全衛生業務従事者に対する能力向上教育の実施に当たっては、事業場の実態を踏まえつつ当指針に基づき実施するよう努めなければならない（指針）。

### 衛生管理者能力向上教育
初任時教育時には当該業務に関する全般的事項について教育が行われる。時間数は第一種衛生管理者（カッコ内は第二種衛生管理者）のもの。
1. 労働衛生管理の進め方 - 4.5時間（2.5時間）
  - 労働衛生管理体制における衛生管理者の役割
  - 危険性又は有害性等の調査及びその結果に基づき講ずる措置
  - 事業場における安全衛生の水準の向上を図ることを目的として事業者が一連の過程を定めて行う自主的活動
  - 職場巡視
  - 健康障害発生原因の調査
  - 産業医等安全衛生管理者との連携
  - 法定の届出、報告書等の作成
  - 労働衛生統計等労働衛生関係基礎資料の作成及び活用
2. 作業環境管理 - 1時間（0.5時間）
  - 作業環境測定及び評価
  - 局所排気装置等労働衛生関係施設の点検
  - 一般作業環境の点検
3. 作業管理 - 1時間（0.5時間）
  - 作業標準の活用
  - 労働衛生保護具の適正使用及び保守管理
4. 健康管理 - 2.5時間（2時間）
  - 健康診断及び面接指導等の対象者の把握、実施結果の記録及び保存並びに実施結果に基づく事後措置等
  - メンタルヘルス対策
  - 健康の保持増進の進め方
  - 救急処置
5. 労働衛生教育 - 1時間（1時間）
  - 教育の進め方
6. 災害事例及び関係法令 - 2時間（1時間）
  - 健康障害発生事例及びその防止対策
  - 労働衛生関係法令

定期教育及び随時教育時には労働災害の動向、社会経済情勢、事業場における職場環境の変化等に対応した事項について教育が行われる。時間数は第一種衛生管理者（カッコ内は第二種衛生管理者）のもの。
1. 労働衛生管理の機能と構造 - 2.5時間（1.5時間）
  - 企業活動における労働衛生管理
  - 労働衛生管理に係る中長期計画の策定及び活用
  - 労働衛生管理規定等の作成及び活用
  - 事業場における安全衛生の水準の向上を図ることを目的として事業者が一連の過程を定めて行う自主的活動（危険性又は有害性等の調査及びその結果に基づき講ずる措置を含む　。）
  - 健康障害発生原因の分析及び結果の活用
  - 職場巡視計画の策定及び問題点の処理
  - 労働衛生情報・資料の収集及び活用
2. 作業環境管理 - 1時間（0.5時間）
  - 作業環境測定結果の評価及びそれに基づく環境改善
  - 労働衛生関係施設等の定期自主検査及び整備
  - 一般作業環境の整備
3. 作業管理 - 2時間（1時間）
  - 作業分析の評価
  - 作業標準の評価
  - 労働衛生保護具の選定
4. 健康管理 - 2.5時間（1.5時間）
  - 有害要因と健康障害
  - 健康危険調査及び疫学的調査等
  - 健康診断及び面接指導等並びにこれらに基づく事後措置に関する実施計画の作成
  - メンタルヘルス対策
  - 疫病管理計画の作成
  - 健康保持増進対策
5. 労働衛生教育 - 1時間（0.5時間）
  - 教育計画の作成
6. 実務研究 - 2時間（1時間）
  - 各種労働衛生管理規程の作成
  - 作業標準の作成
  - 労働衛生管理計画等の作成
7. 災害事例及び関係法令 - 2時間（1時間）
  - 健康障害発生事例及びその防止対策
  - 労働衛生関係法令

## 衛生管理者免許
衛生管理者として選任されるための免許が衛生管理者免許であり、次の3種類がある。
- 衛生工学衛生管理者免許
- 第一種衛生管理者免許
- 第二種衛生管理者免許

### 第一種・第二種衛生管理者
第一種・第二種衛生管理者免許は、厚生労働大臣の指定する指定試験機関の行う免許試験に合格することにより与えられる。現在では、公益財団法人安全衛生技術試験協会が唯一の指定試験機関である。受験には資格が必要であり、その代表的なものを次に示す。
- 大学（短期大学を含む）または高等専門学校を卒業し、1年以上労働衛生の実務に従事した者
- 高等学校または中等教育学校を卒業し、3年以上労働衛生の実務に従事した者
- 10年以上労働衛生の実務に従事した者

このうち、労働衛生の実務の確認は、事業者証明書により行われる。なお、第一種衛生管理者免許は、保健師、薬剤師等の一定の資格を有する者に無試験で与えられ、無試験の場合の免許申請は住所地の都道府県労働局長に対して行う。
労働衛生の実務とは、次の内容と定められている。
1. 健康診断実施に必要な事項または結果の処理の業務
2. 作業環境の測定等作業環境の衛生上の調査の業務
3. 作業条件、施設等の衛生上の改善の業務
4. 労働衛生保護具、救急用具等の点検及び整備の業務
5. 衛生教育の企画、実施等に関する業務
6. 労働衛生統計の作成に関する業務
7. 看護師または准看護師の業務
8. 労働衛生関係の作業主任者（高圧室内作業主任者、エックス線作業主任者、ガンマ線透過写真撮影作業主任者、特定化学物質作業主任者、鉛作業主任者、四アルキル鉛等作業主任者、酸素欠乏危険作業主任者、有機溶剤作業主任者または石綿作業主任者）としての業務
9. 労働衛生関係の試験研究機関における労働衛生関係の試験研究の業務
10. 自衛隊の衛生担当者、衛生隊員の業務
11. 保健所職員のうち、試験研究に従事する者の業務
12. 建築物環境衛生管理技術者の業務
13. その他（申請時に業務の内容を具体的に記入する）

#### 免許試験
- 試験は、全国7か所の安全衛生技術センターで定期的に実施される。
- 第一種は第二種の上位免許に当たるが、受験申請は段階を踏む義務はなく、最初から直接第一種を受けることも可能である。
- 試験問題の持ち帰りは厳禁。持ち帰った際は失格となる。
- 試験合格後の免許申請は、東京労働局長に対して行う。

#### 試験科目
第一種（第二種衛生管理者免許を受けていない場合または同免許を受けているが一部科目免除を希望しない場合）
1. 労働衛生（有害業務に係るもの）
2. 労働衛生（有害業務に係るもの以外のもの）
3. 労働生理
4. 関係法令（有害業務に係るもの）
5. 関係法令（有害業務に係るもの以外のもの）

特例第一種（第二種衛生管理者免許を受けていて一部科目免除を希望する場合）
1. 労働衛生（有害業務に係るものに限る。）
2. 関係法令（有害業務に係るものに限る。）

第二種
1. 労働衛生（有害業務に係るものを除く。）
2. 労働生理
3. 関係法令（有害業務に係るものを除く。）

※上記科目の順序は法令上の記載順による。労働生理が免除対象となる場合があるため、実際の問題用紙では労働生理が最後となる。
※問題用紙は全科目がまとめて配布される。試験時間もまとめて3時間（特例第一種の場合は2時間）で、各科目ごとの時間区分（制限）はされない。
※船員法による衛生管理者適任証書の交付を受けた者で、その後1年以上労働衛生の実務に従事した経験を有するものは、第一種・第二種ともに労働生理の科目が免除となる。この場合の試験時間は2時間15分。
※第二種衛生管理者免許を既に受けている者は、免許証の写しによりその旨を明らかにした上で上記の特例第一種の区分で（つまり一部科目免除で）第一種を受験することができる。特例第一種という呼称はあくまでその免除適用試験の区分を指すものであって、合格して免許を受けた場合に、その免許の表示には何ら影響しない（「特例」等の区別を意味する表記が冠されるわけではない）。第二種を経て第一種を取得した場合も、第二種を経ずに第一種を直接取得した場合も、免許の効力・表示は同一のものとして取り扱われる。なお、第二種の既得者が必ずこの特例（一部科目免除）で受験しなければならない、という規定はなく、あえて免除科目なしで第一種を受験することも可能である。

### 衛生工学衛生管理者
衛生工学衛生管理者免許については試験は行われず、一定の受講資格を有する者が厚生労働大臣の定める講習を受け、修了試験に合格することにより取得できる。所持資格により一部科目免除が適用されるため、所要日数は最短で半日、最長で5日に分かれる。修了試験の難易度はそれほど高くないと言われているものの、免除科目が無い場合には講習は5日間に及び、実施する機関も少ない。
厚生労働省が設置し中央労働災害防止協会（中災防）が運営する東京安全衛生教育センター（東京都清瀬市）、大阪安全衛生教育センター（大阪府河内長野市）の2箇所で定期的に実施される。また、財団法人労働安全衛生研修所が行なっていた労働安全衛生大学講座を受講した者で、受講者が大学理工系の卒業者であること、または第一種衛生管理者資格のある人に限り衛生工学衛生管理者に係る講習と認められる。
なお、衛生工学衛生管理者の免許申請は、免許試験を受けた場合と異なり、居住地の都道府県労働局で申請する。

#### 受講資格
5日コース
- 学校教育法による大学または高等専門学校において、工学または理学に関する課程を修めて卒業した者
- 大学改革支援・学位授与機構により学士（工学または理学）の学位を授与された者（当該課程を修めた者に限る）、またはこれと同等以上の学力を有すると認められた者

4日コース
- 第一種衛生管理者免許試験に合格した者（保健師・薬剤師の資格による免許取得者は対象外）
- 学校教育法による大学において保健衛生に関する学科を専攻して卒業した者であって、労働衛生に関する講座または科目を修めた者

3日コース
- 労働衛生コンサルタント試験（保健衛生）に合格した者

2日半コース
- 労働衛生コンサルタント試験（保健衛生）に合格した者のうち、第一種衛生管理者免許試験にも合格した者、もしくは学校教育法による大学において保健衛生に関する学科を専攻して卒業した者であって、労働衛生に関する講座または科目を修めた者

2日コース
- 作業環境測定士となる資格を有する者（試験に合格し、かつ指定の講習を修了した者）
- 労働衛生コンサルタント試験（労働衛生工学）に合格した者

1日半コース
- 第一種衛生管理者免許試験に合格した者のうち、作業環境測定士となる資格を有するか、労働衛生コンサルタント試験（労働衛生工学）に合格した者。3種資格とも有する場合も同様である。

半日コース
- 労働衛生コンサルタント試験（保健衛生）に合格した者のうち、作業環境測定士となる資格を有するか、労働衛生コンサルタント試験（労働衛生工学）に合格した者。3種資格とも有する場合も同様である。

全講習免除
労働衛生コンサルタント試験（保健衛生）に合格した者のうち、作業環境測定士となる資格を有するか、労働衛生コンサルタント試験（労働衛生工学）に合格した者か、3種資格とも有する場合も同様でかつ第一種衛生管理者免許試験に合格し同免許を有する者（この場合は合格証、登録証、免許証を持って居住地の労働局に申請して免許を得る。）

#### 講習科目
| 講習コース  | 労働基準法 （2時間） | 労働安全衛生法 （関係法令を含む） （6時間） | 労働衛生工学 に関する知識 （20時間） | 職業性疾病の管理 に関する知識 （6時間） | 労働生理 に関する知識 （2時間） | 計 （時間） |
| ----------- | -------------------- | ------------------------------------------- | ------------------------------------ | --------------------------------------- | ------------------------------- | ----------- |
| 5日コース   | ○                    | ○                                           | ○                                    | ○                                       | ○                               | 36          |
| 4日コース   |                      |                                             | ○                                    | ○                                       |                                 | 26          |
| 3日コース   | ○                    |                                             | ○                                    |                                         |                                 | 22          |
| 2日半コース |                      |                                             | ○                                    |                                         |                                 | 20          |
| 2日コース   | ○                    |                                             |                                      | ○                                       | ○                               | 10          |
| 1日半コース |                      |                                             |                                      | ○                                       |                                 | 6           |
| 半日コース  | ○                    |                                             |                                      |                                         |                                 | 2           |

※上記科目の順序は法令上の記載順による。実際の講習は科目免除の適用、講師の都合等を考慮して組まれるため、必ずしも上記の順序とは一致しない。
※各科目の講習後に試験が行われ各科目6割以上の点数でないと修了できない。